# Аэридес (район Афин)

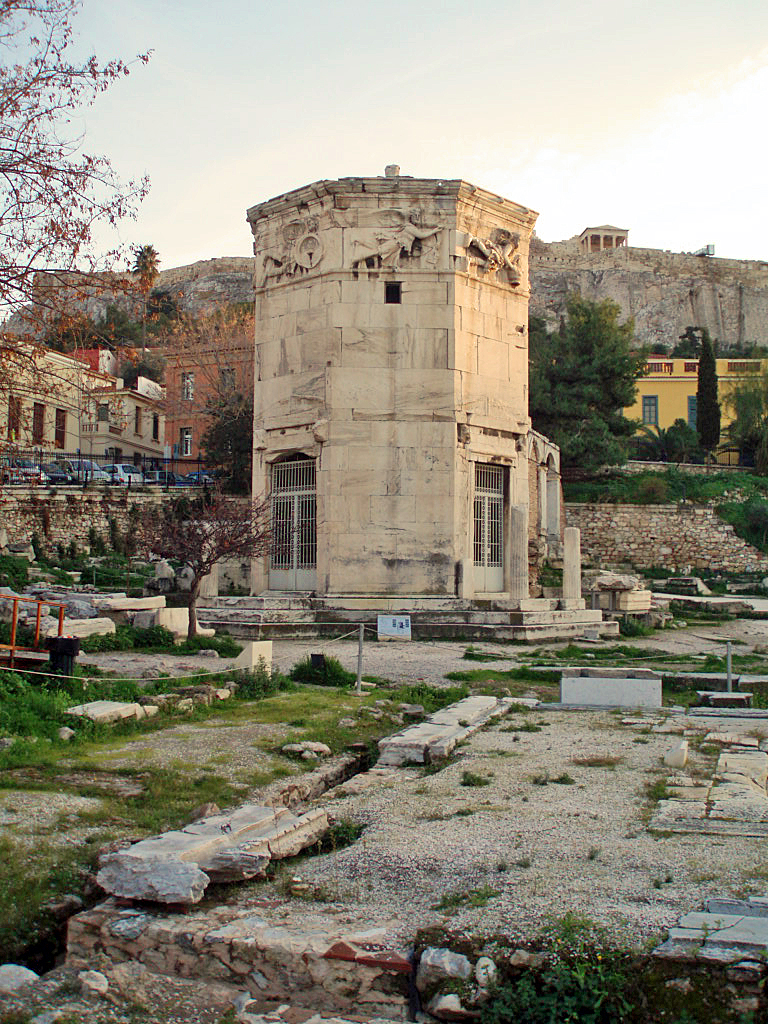
Башня Ветров, римская агора

Аэридес (греч. Αέρηδες) — район Афин, образованный вокруг римской агоры, а именно Башни ветров (Αέρηδες), от имени которой район и получил своё название.
В период правления короля Оттона, район Аэридес стал центром новой столицы, перенесённой в Афины с Нафплион. Именно здесь были разбиты казармы только прибывшей баварской армии. От квартала башни Башни ветров начиналась улица Эола (οδός Αιόλου), перпендикулярная проспекту Эрму, образуя коммерческий район города. Позднее севернее на площади Димопратириу (Δημοπρατηρίου) образовался новый рынок, который дал начало современному району Абадзидика. По окончании османской эпохи район Аэридес не потерял своего значения. Наряду с Плакой, он оставался районом для аристократии.